# فيروس بولي هيدروزيس النووية
فيروس بولي هيدروزيس النووية أو فيروسات نووية عديدة الأوجه (الاسم العلمي: Nuclear Polyhedrosis Virus)، هي فيروسات حشرية تتبع فصيلة الفيروسات العصوية ويرمز لها NPV.

## الوصف
يتالف الفيروس من غلاف من النيكلوتيد يحتوي على دي إن إيه في شكل شريط مزدوج
دائري. فيروس بولي هيدرا ذات شكل متعدد السطوح. وتوجد الفيريونات في نواة 
خلية العائل، مطمورة في كبسولة بروتينية. ينقل الفيروس بسهولة في أنويه الخلايا
مسببًا أمراض حادة قاتلة. تصيب هذه الفيروسات أساسا يرقات حرشفية الأجنحة ولكن قد 
تصيب بعض يرقات الرتب الأخرى مثال يرقات الذباب المنشاري. تؤثر هذه الفيروسات على خلايا البشرة،
الجسم الدهني وخلايا الدم. قد تصيب جزيئات الفيروس العائل عن طريق الفم أو البشرة
كما قد تنتقل من جيل إلى جيل من خلال البيض. بمجرد أن تبدأ الفيروسات في التضاعف في جسم أنسجة
اليرقات المصابة، تصبح اليرقات خاملة وغالبًا ما تزحف لقمم أفرع النبات حيث تموت معلقة بالأرجل الأمامية.
في هذه المرحلة يصبح جلد الحشرة هشًا وسهل التمزق وتنشر وابل من جزيئات الفيروس على أوراق
الشجر أسفلة. وعمومًا فإن بللورات هذا الفيروس سهلة الخلط مع بعض المبيدات الكيميائية
مما يزيد من فاعليتها في برنامج المكافحة.

## الروابط الخارجية
http://www.bio.davidson.edu/.../virusstructure.html 
http://www.geocities.com/rainforest/2153/np.html نسخة محفوظة 22 أكتوبر 2009 على موقع واي باك مشين.
http://www.nysaes.cornell.edu/ent/biocontrol/pathogens/viruses.html 
http://www.answers.com/topic/nuclear-polyhedrosis-virus?cat=technology 